# Чимолаїс
Чимолаїс (італ. Cimolais, вен. Cimolais) — муніципалітет в Італії, у регіоні Фріулі-Венеція-Джулія,  провінція Порденоне.
Чимолаїс розташований на відстані близько 490 км на північ від Рима, 130 км на північний захід від Трієста, 45 км на північний захід від Порденоне.
Населення — 404 особи (2014).
Щорічний фестиваль відбувається 15 серпня. Покровитель — Beata Vergine Maria Assunta.

## Демографія
Населення за роками:

Станом на 1 січня 2023 року в муніципалітеті офіційно проживало 8 іноземців з 5 країн, серед них 6 громадян країн Євросоюзу.

## Сусідні муніципалітети
- Клаут
- Домедже-ді-Кадоре
- Ерто-е-Кассо
- Форні-ді-Сопра
- Перароло-ді-Кадоре
- П'єве-ді-Кадоре